# Tchernobyl (virus)
Pour les articles homonymes, voir Tchernobyl (homonymie) et CIH.
Connu aussi sous le nom de Tchernobyl, CIH doit son nom initial à son inventeur taïwanais Cheng Ing-Hau. Il a été détecté pour la première fois en juin 1998 par F-Secure. Initialement, sa propagation touchait l’Asie. Des produits divers ont été infectés avant même leur écoulement sur le marché (certaines versions de Win98, quelques jeux, des CD magazines et même des ordinateurs IBM Aptiva). Cependant, ses effets néfastes n’ont été déclenchés pour la première fois qu’au 26 août 1998. La deuxième vague de ces « frappes » a été enregistré le 26 avril 1999 (en analogie avec la date anniversaire de la catastrophe de Tchernobyl, 26 avril 1986). L’Asie et l’Europe ont été touchées, des milliers d’ordinateurs ont succombé.

## Étymologie
Ce virus doit son nom à son mécanisme de déclenchement : le virus envoie sa charge le 26 avril, date anniversaire de l'explosion de la centrale nucléaire de Tchernobyl qui eut lieu le 26 avril 1986.
Le nom initial du virus, CIH, constitue les initiales de son créateur présumé, le taïwanais Chen Ing-Hau (陳盈豪). À cette époque (1998), il était étudiant au Taiwan's Tatung Institute of Technology à Taipei.

## Chronologie
- 2 juin 1997 : apparition du virus à Taïwan.
- Juin 1997 : détection par la société F-Secure et intégration rapide dans son logiciel antivirus. Lors du même mois, les variantes 1.2, 1.3 et 1.4 apparaissent.
- Juillet 1997 : une version infectée de Windows 98 circule sur l'Internet.
- Août 1997 : l'éditeur du jeu Wing Commander propose une version de démo infectée sur son site.
- 26 avril 1998 : la version 1.4 déclenche sa charge pour la première fois. La presse commence à couvrir l'évènement.
- Septembre 1998 : le virus apparaît dans une mise à jour de firmware du lecteur CD-R400 de la société Yamaha. Parallèlement, deux magazines européens diffusent des CD-ROMs contaminés.
- Octobre 1998 : une version du jeu SiN d'Activision est compromise.
- Mars 1999 : les ordinateurs PC Aptiva sont prélivrés avec le virus.
- 23 avril 1999 : Libération publie l'article « Tchernobyl, virus programmé pour tuer le 26/04/99[2] ».
- Lundi 26 avril 1999 : déclenchement du virus (version 1.2) ; plusieurs dizaines de milliers de machines sont touchées, notamment en Asie et en Europe.
- Mardi 27 avril 1999 : Libération publie un nouvel article, « Les Frappes chirurgicales de Tchernobyl[3] ».
- 29 avril 1999 : l'auteur du virus est arrêté par les autorités taïwanaises. Celui-ci présente des excuses publiques. Aucune plainte n'ayant été déposée, l'individu est relâché sur le champ.
- 26 avril 2000 : nouveau déclenchement de moins grande envergure (version 1.2), touchant surtout l'Asie.
- Septembre 2000 : Chen Ing-Hau est arrêté, une nouvelle fois, par les autorités taïwanaises. Il est de nouveau relâché pour des raisons incertaines[4] et est vite oublié. Il ne refait surface qu'en 2009 où il participe à la conférence FreedomHEC Taipei[5].
- 2001 : une variante du virus I Love You présentée comme une photo de Jennifer Lopez contient en réalité une variante de CIH.

Les années suivantes, l'absence de source indique que le virus n'a probablement plus fait de dégâts majeurs. Il est, en 2009, arrêté par 85 % des logiciels antivirus.

## Aspect technique

### Mécanisme de contamination
CIH se propage uniquement sur les systèmes d'exploitation Microsoft Windows 95, Windows 98 et Windows ME.
CIH est un virus résident, c'est-à-dire que lorsque le programme infecté est exécuté, le virus est chargé en mémoire et y reste afin de pouvoir contaminer l'ensemble des fichiers exécutables de la machine (dont l'extension est .exe).

### Déclenchement
La variante principale du virus est prévue pour se déclencher le 26 avril 1999, d'autres variantes sont déclenchées tous les 26 du mois.

### Charge
La version originale du virus écrase avec des données aléatoires le premier mégaoctet de chaque disque dur (le MBR), de la machine. Il tente d'effacer le BIOS de la machine. Cette dernière action ne fonctionne pas systématiquement, car les cavaliers éventuellement présents sur la carte mère peuvent interdire l'accès au BIOS en écriture.
Ceci a pour conséquence le blocage des données sur le disque dur celui-ci étant rendu illisible par le système (leur récupération, quoique possible, s'avère très complexe pour un non initié). En cas d'effacement du BIOS, le remplacement ou la re-programmation de l'EEPROM contenant le BIOS, est inévitable. Les opérations de remplacement ou de re-programmation étant très complexes et coûteuses, il est la plupart du temps aussi rentable de remplacer simplement la carte mère de l'ordinateur.